# 劳伦斯·赖博
劳伦斯·莫里斯·赖博（英語：Lawrence Morris Lambe，1849年8月27日—1934年3月12日）是一位加拿大地质学家和古生物学家。他是加拿大地质调查局的工作人员。他是加拿大首位著名的地质学家。他发表论文描写了在艾伯塔发现的许多不同的恐龙。他的工作在公众中引起了对恐龙的巨大兴趣。1923年鴨嘴龍科中著名的賴氏龍以他命名。
赖博于1897年开始在加拿大西部工作。在此后数年中他发现了众多新的恐龙属和种。他花费了许多时间来比较加拿大地质调查局博物馆中的恐龙化石。1902年他发现了第一个在加拿大发现的恐龙种，多个属于独角龙的种。1904年他描写了尖角龙，1910年他为包头龙命名。1913年他命名戟龍，1914年开角龙和蛇髮女怪龍。1917年他设立了埃德蒙顿龙属，1919年胄甲龙属。此外他还发现和命名了鴨嘴龍科中的格里芬龙。
赖博不仅发现了恐龙。1907年他描写了一种古鳄。这是在下白垩纪艾伯塔的沉积中被发现的数目最多的鳄种。此外他还研究了紐賓士域的泥盆纪鱼化石和不列颠哥伦比亚的古生代珊瑚、新近纪昆虫和植物化石。但是他最著名的工作是关于加拿大西部的脊椎动物，尤其是恐龙的。

## 註释
1. ↑  Dodson, Peter. . Princeton University Press. 1998: 99. ISBN 978-0-691-05900-6.
2. ↑  .   [2009-12-29]. （原始内容存档于2007-12-12）. Natural Resources Canada